# Capitania de Itaparica e Tamarandiva
A Capitania de Itaparica e Tamarandiva foi uma das capitanias do Brasil durante o período colonial.

## História
As ilhas de Itaparica e Matarandiba (ou Tamarandiva no português quinhentista), situadas na baía de todos os Santos, acidente geográfico existente na costa do atual estado brasileiro da Bahia, eram originalmente habitadas por povos da etnia tupinambá que possuíam diversas aldeias na ilha quando foram colonizadas pelos portugueses a partir de 1500.
As referidas ilhas estão localizadas na  Baía de Todos os Santos, assim denominada por ter sido identificada pelos europeus em 1501, no dia 1º de novembro - dia de Todos os Santos, segundo o calendário hagiológico católico. 
Com o estabelecimento, pela Coroa Portuguesa, do sistema de Capitanias Hereditárias para a colonização do Brasil (1534), o território em questão que compunha esta capitania integrava o lote de terras que ia da foz do rio São Francisco à do rio Jiquiriçá, território distribuído pelo rei português D. Manuel I a Francisco Pereira Coutinho, o qual veio a constituir a efêmera Capitania da Baía de Todos os Santos.
O lote que constitui a Capitania de Itaparica e Tamarandiva foi doado inicialmente como sesmaria em 29 de abril de 1552 pelo Governador-geral Tomé de Sousa para a sua tia, a nobre portuguesa D. Violante de Távora, a qual foi transformada em capitania e logo em seguida doada pelo rei lusitano D. João III, em 10 de novembro de 1556, ao seu vedor da Fazenda, D. Antônio de Ataíde, primeiro conde da Castanheira.
D. Antônio de Ataíde a legou para seu filho homônimo, o segundo conde da Castanheira, sendo que ambos jamais ocuparam pessoalmente essas terras, pois nunca vieram a pisar em solo brasileiro, porém, elas pertenciam ao Morgadio da Casa de Castanheira instituído por Violante de Távora, sendo objeto de sucessivas confirmações.
Provavelmente a criação de capitania teria sido uma retaliação aos tupinambás da baía de todos os Santos em razão do episódio do naufrágio da embarcação de Francisco Pereira Coutinho, donatário da Capitania da Baía de Todos os Santos que tinha uma relação conflituosa com os tupinambás, e dos colonos que o acompanhavam, quando os sobreviventes foram capturados nas praias da ilha de Itaparica e devorados pelos indígenas em 1547.
Diante desse acontecimento, as terras de Francisco Coutinho foram adquiridas aos respectivos herdeiros pela Coroa Portuguesa (1548), para nelas ser estabelecido o Governo-geral da colônia que administrava a subdivisão administrativa colonial denominada Estado do Brasil. Contudo, na condição de governante da Capitania Real da Baía, então sede das colônias portuguesas na América com capital na cidade de São Salvador da Bahia, o seu Governador-geral Tomé de Sousa, concedeu essas ilhas em sesmaria na prática para seu primo D. Antônio de Ataíde, que ocupava o posto de vedor da Fazenda real portuguesa e era o morgado do morgadio instituído por Violante de Távora.
A capitania de Itaparica e Tamarandiva seria extinta no século XVIII, precisamente em 1793, quando foi reincoporada à Capitania Real da Baía - depois  Província da Bahia, durante o período imperial, e  estado da Bahia, após a proclamação da República.